# Fébidas
Fébidas (en griego Φοιβίδας) fue un general espartano que, en el 382 a. C., se hizo con la acrópolis de Tebas, dando a Esparta el control sobre la ciudad. En castigo por esta acción no autorizada, Fébidas fue degradado, pero los espartanos se quedaron con Tebas. El rey espartano Agesilao II no estuvo de acuerdo con la idea de castigar a Fébidas, debido a que su acción había beneficiado a Esparta, y esta hubiese sido la única forma por la cual podría haber sido juzgado.
En el año 378 a. C., cuando ocupaba el cargo de harmosta de la polis beocia de Tespias, el Batallón Sagrado tebano bajo el mando de Górgidas se enfrentó en un lugar estrecho contra Fébidas, que disponía de peltastas (infantería ligera). El general tebano simulando una retirada, atrajo a las tropas de Fébidas en campo abierto. Allí los peltastas no aguantaron la cargas de la caballería enemiga y huyeron en desbandada hacia Tespias. Fébidas se batió en retirada, según relata Polieno. El combate finalizó con la muerte de Fébidas y unos cuantos de sus acompañantes, según narra Jenofonte.
Varios años después, la actuación de Fébidas parece haber sido tomada como modelo por otro general para una acción similar. Este militar fue Esfodrias, quien intentó hacerse con el puerto ateniense de El Pireo.
Según Plutarco, Fébidas tuvo un hijo, Isidas, que destacó por su valor cuando era joven.